# Planmonopolet
Det kommunala planmonopolet innebär att kommunen bestämmer hur mark skall användas och bebyggas inom kommunen.
Planmonopolet infördes som ett led i det ökade ansvar för planeringen av markanvändningen som kommunerna gavs i 1947 års byggnadslagstiftning. Tidigare fastställdes detaljplaner av en statlig myndighet. Detta ändrades i äldre plan- och bygglagen från 1987. Detaljplaner vinner nu laga kraft genom kommunala beslut. Staten ska ingripa endast i vissa preciserade fall.
En decentraliserad samhällsförvaltning, som kommuner har ansetts väsentlig inte minst från demokratisk synpunkt; besluten fattas nära de berörda människorna och samhällsinsatserna kan utformas med hänsyn till skiftande lokala förhållanden. 
Planer kan vara antingen översiktsplaner eller detaljplaner. Förfarande vid upprättandet av dessa regleras detaljerat i plan- och bygglagen för att berörda fastighetsägare och boende ska garanteras medborgarinflytande och rättssäkerhet, samt för att säkra ett bra beslutsunderlaget. Normalt eller enkelt planförfarande kan användas, se vidare planprocessen.
Planmonopolet har kritiserats för att möjliggöra för lokalpolitiker att gynna existerande näringsidkare med politiska kontakter.
Det kommunala planmonopolets ursprungliga innebörd var att någon annan myndighet - staten, framför allt - inte kunde tvinga kommunerna (stadskommunerna) att anta en viss plan. Detta förhållande introducerades med 1907 års stadsplanelag och kallades även "städernas stadsplaneveto". 1947 års byggnadslag gav en utökad innebörd till planmonopolet i och med att kommunerna nu fick rätt att bestämma var, när och hur bebyggelse skulle tillkomma eller förändras. Tidigare hade markägare i princip haft rätten att själv bestämma över byggnadsprojekt på egen mark.